# Thorame-Basse
Thorame-Basse is een gemeente in het Franse departement Alpes-de-Haute-Provence (regio Provence-Alpes-Côte d'Azur) en telt 151 inwoners (1999). De plaats maakt deel uit van het arrondissement Castellane.

## Geografie
De oppervlakte van Thorame-Basse bedraagt 146,0 km², de bevolkingsdichtheid is 1,0 inwoners per km².
De onderstaande kaart toont de ligging van Thorame-Basse met de belangrijkste infrastructuur en aangrenzende gemeenten.

## Demografie
Onderstaande figuur toont het verloop van het inwonertal (bron: INSEE-tellingen).
Vanwege een beveiligingsprobleem met de MediaWiki Graph-software is het momenteel niet mogelijk deze grafiek weer te geven. Zodra de software is bijgewerkt zal de grafiek vanzelf weer zichtbaar worden.

## Afbeeldingen

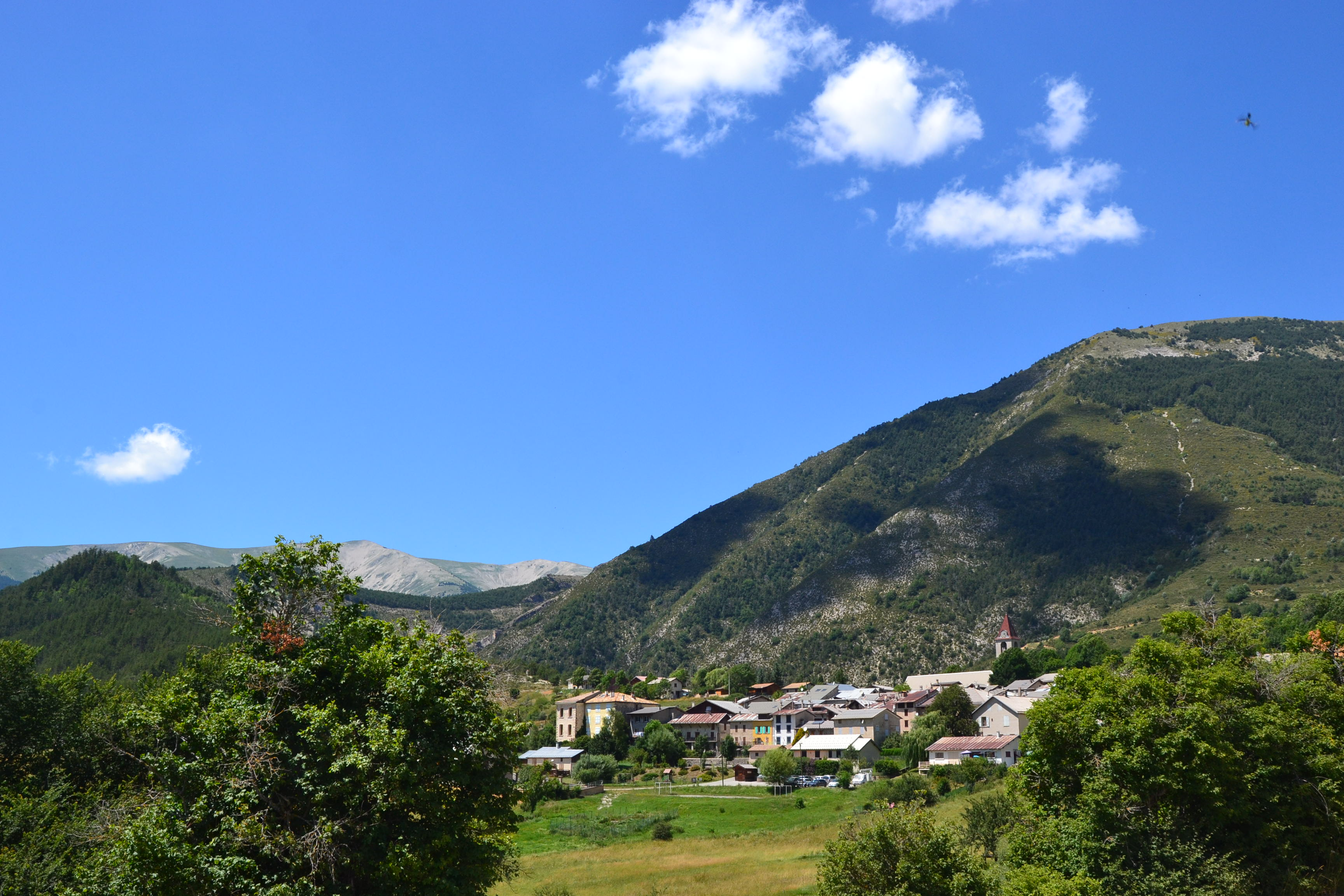
Gezicht op Thorame-Basse vanaf de weg naar Thorame-Haute
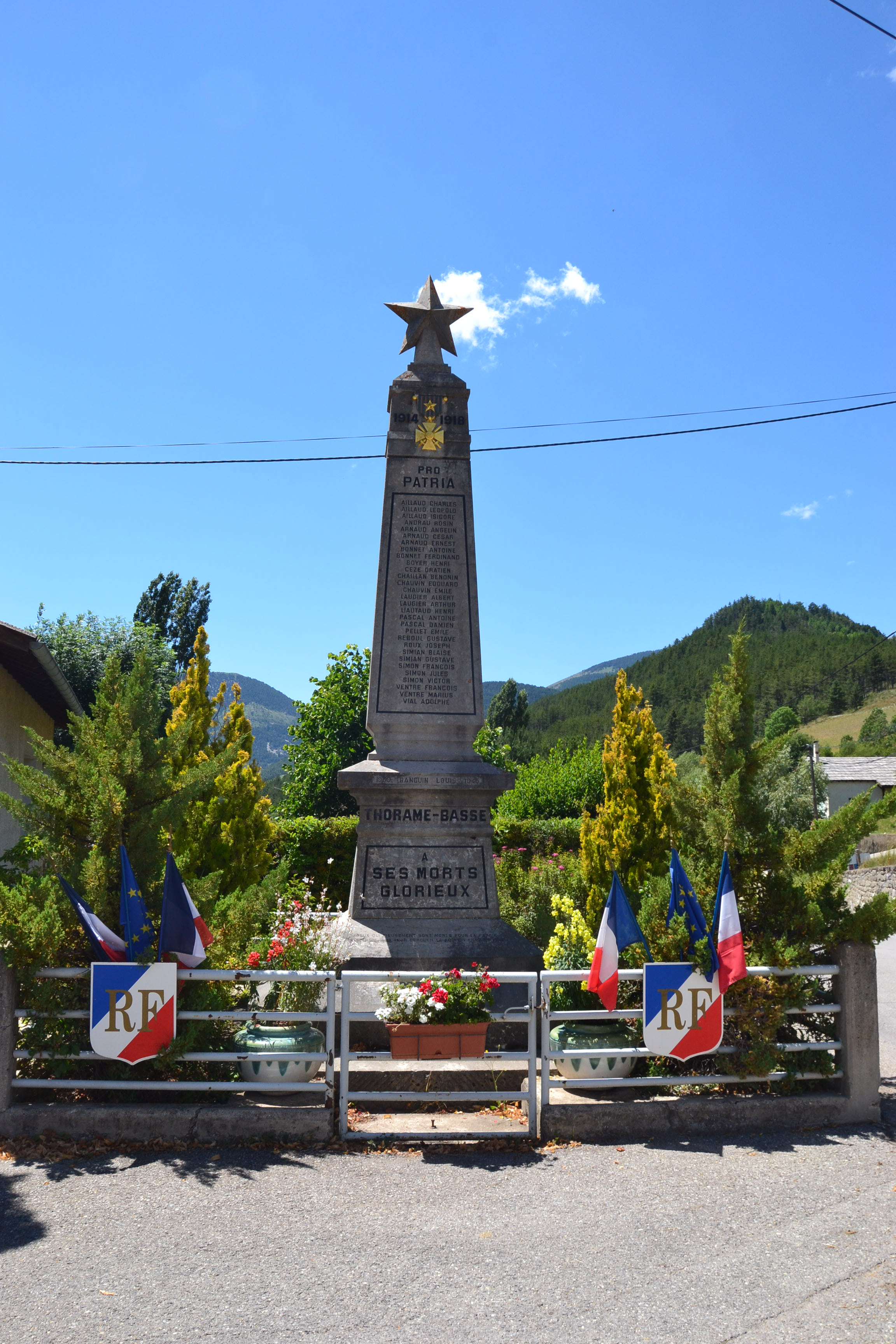
Oorlogsmonument
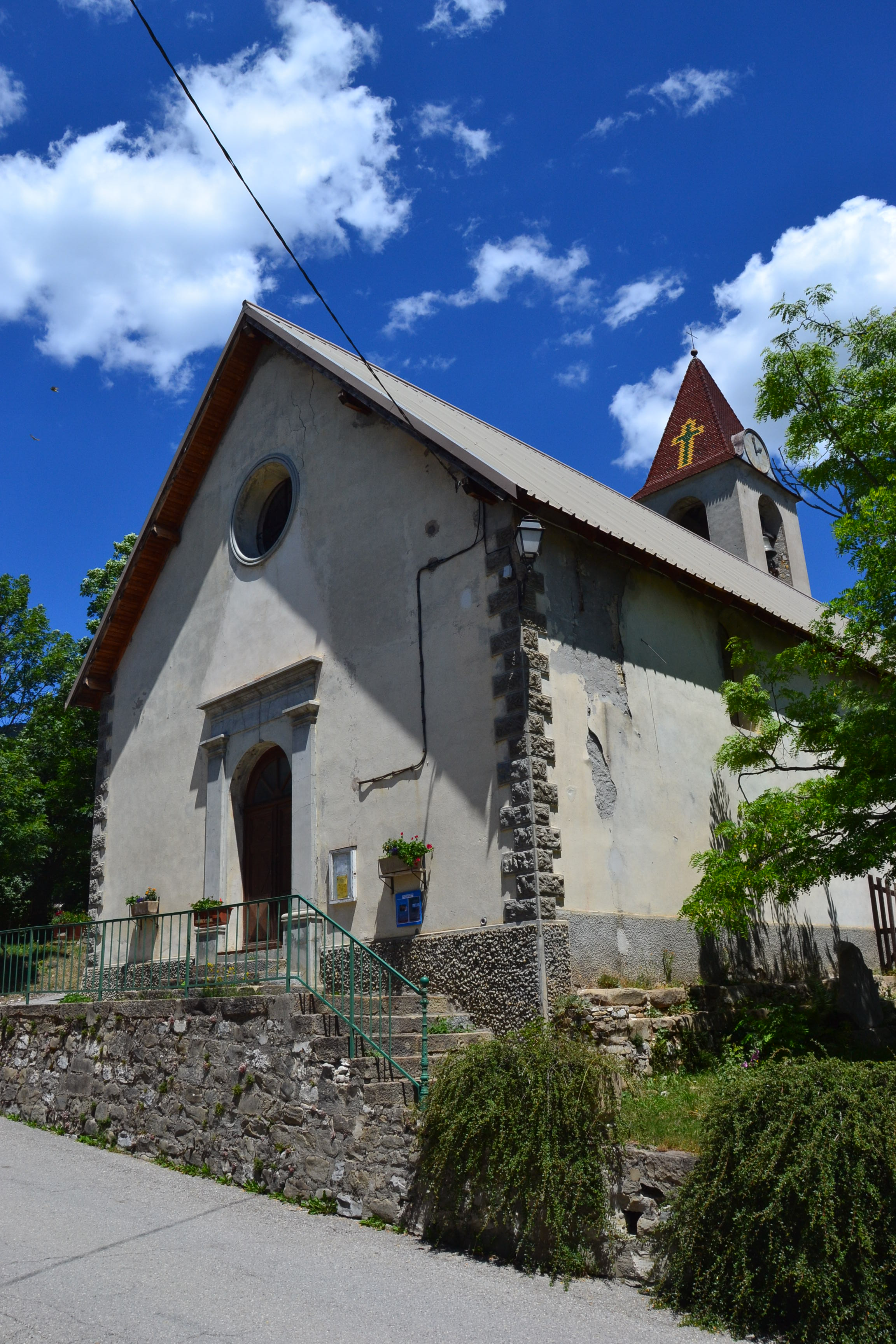
Église Saint-Pierre-ès-Liens
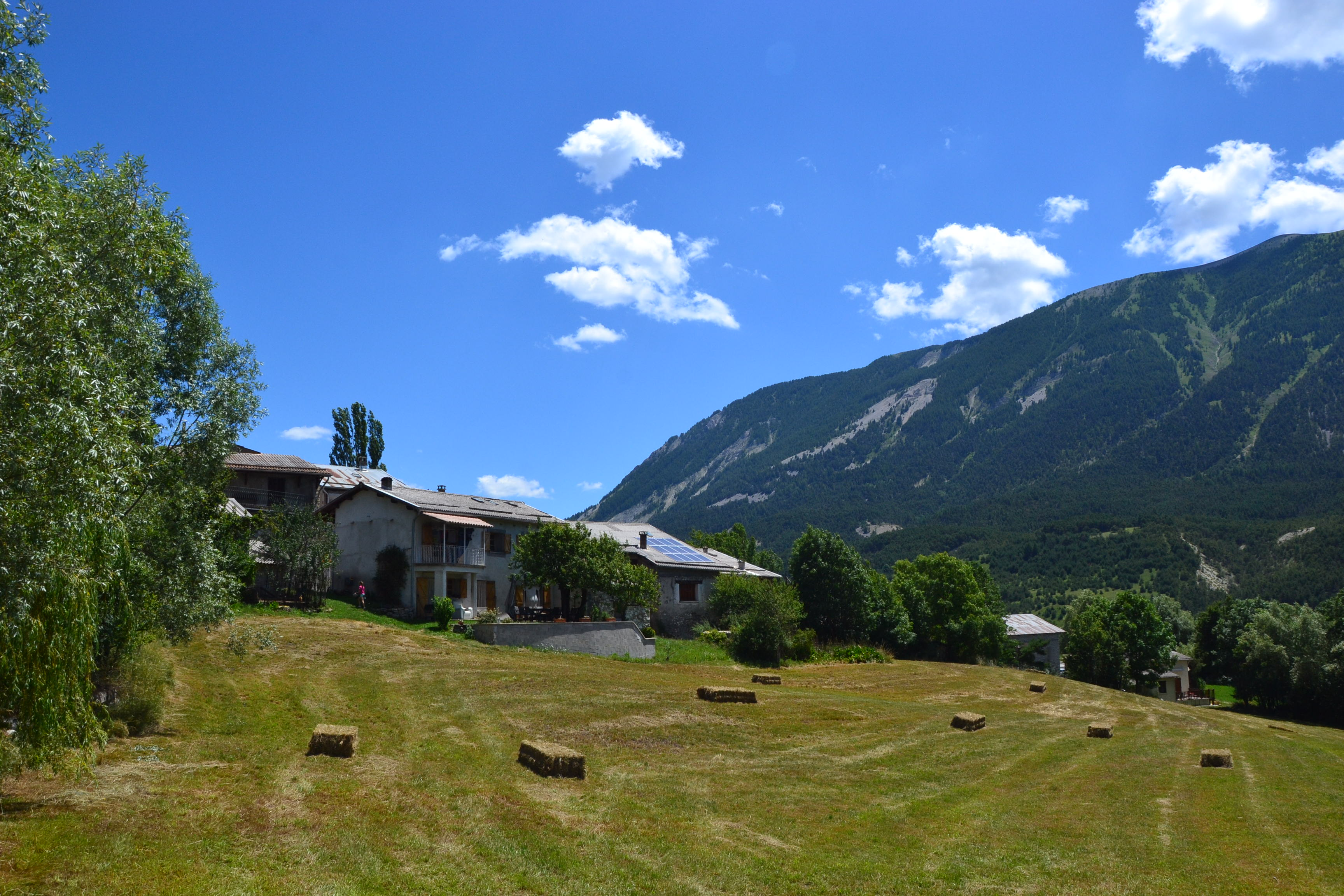
Gehucht Le Moustier